# Vegesacker Bahnhofsplatz

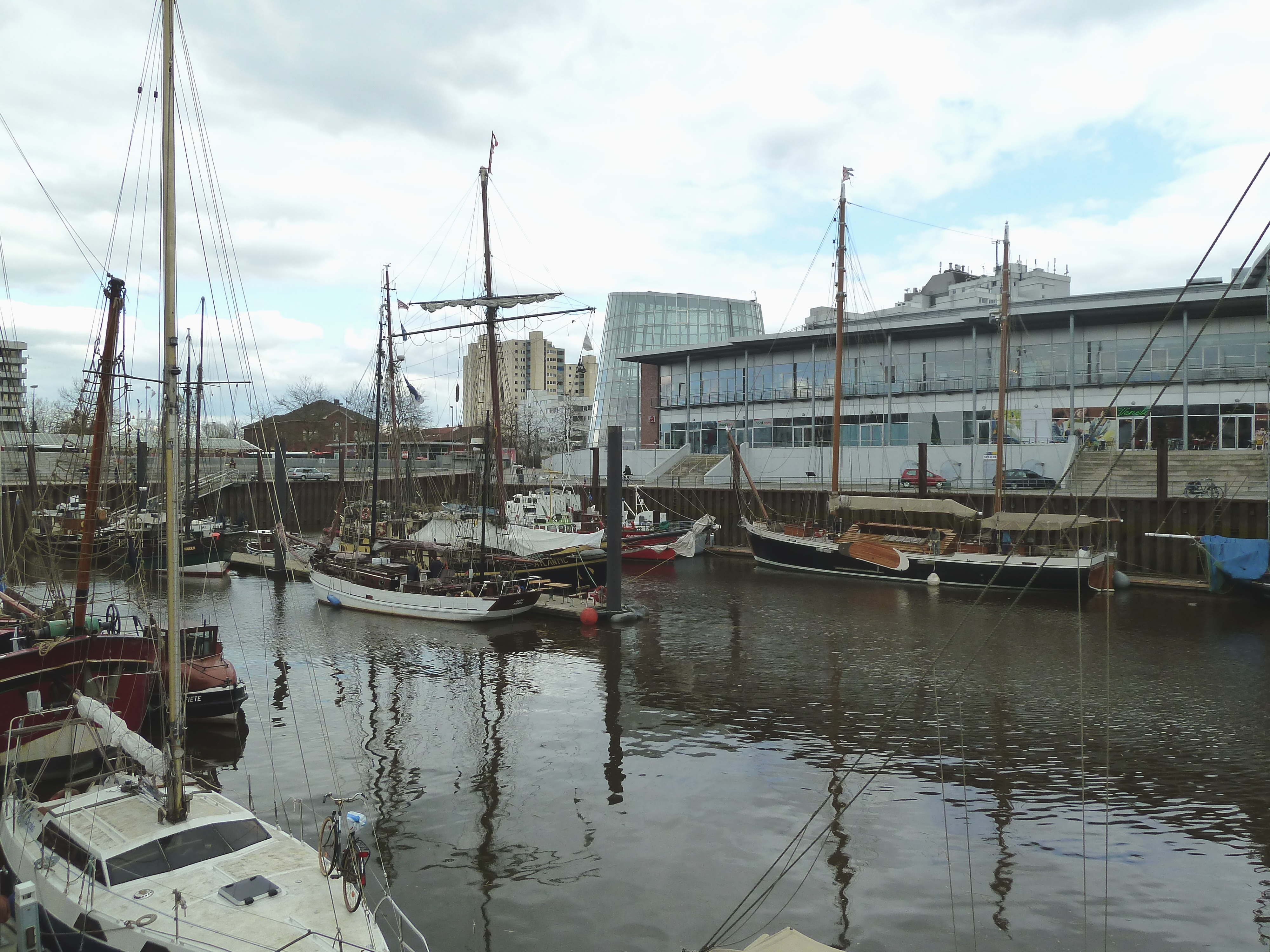
Hafen, rechts Haven Höövt, hinten Bahnhof, hinten links Grohner Düne

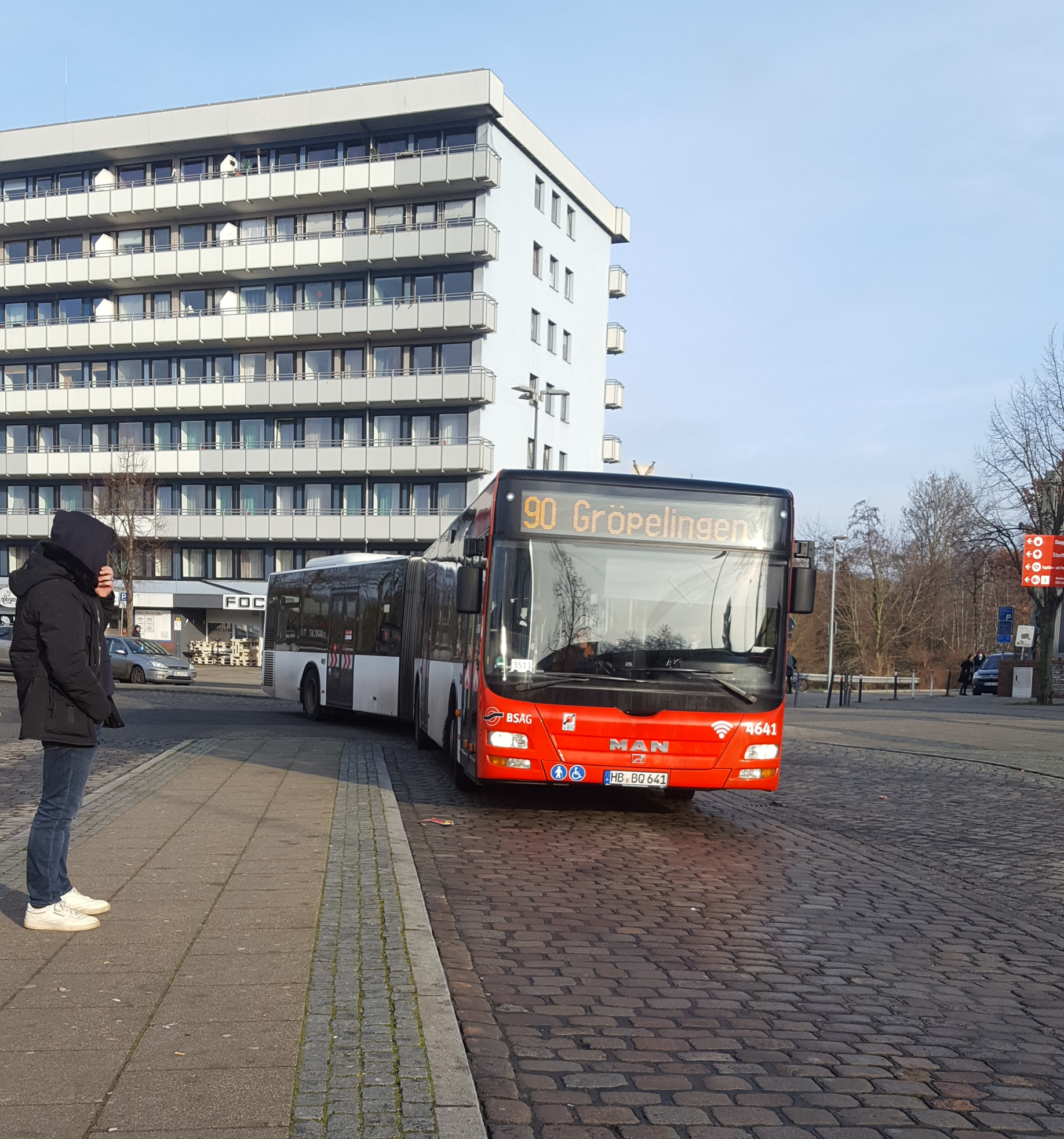
Ostseite und Buslinie 90

Der Vegesacker Bahnhofsplatz ist in Vegesack ein öffentlicher Platz als innerstädtischer Verkehrsknotenpunkt. Östlich vom Platz ist der Bahnhof Vegesack, südlich der Vegesacker Hafen und das Stadtquartier Haven Höövt Vegesack, westlich stehen dreigeschossige Wohn- und Geschäftshäuser und östlich befindet sich die Großwohnanlage Grohner Düne mit ihrer 55 m hohen Bebauung. Auf dem Platz halten diverse Buslinien im Nahverkehr in Bremen.

## Geschichte
Von 1618 bis 1623 wurde der Vegesacker Hafen durch die Stadt Bremen angelegt. 1741 kam Vegesack zum Kurfürstentum Hannover, der Hafen blieb aber dauerhaft bremisch. Vegesack wurde 1803 wieder bremisch und hatte 1812 nur 1379 Einwohner. Im 18. Jahrhundert verdreifachte sich die Einwohnerzahl von Vegesack und die Stadt (seit 1852) wuchs nach Westen. Grohn mit dem Bahnhofsgebäude blieb bei Hannover (Königreich bzw. preußische Provinz) und wurde erst 1939 bremisch.
Die Bahnstrecke Bremen-Burg–Bremen-Vegesack mit seinem Kopfbahnhof wurde 1862 eröffnet. Die 10,4 Kilometer lange Bahnstrecke Bremen-Farge–Bremen-Vegesack ergänzte seit 1888/89 das Streckennetz in Bremen-Nord und führt von Vegesack zum Ortsteil Farge. Seit 2011 wird die Strecke durch Linie RS 1 der Regio-S-Bahn Bremen/Niedersachsen betrieben.
Die Schönebecker Aue unterfließt auf dem letzten Teilstück durch ein Rohrsystem den Vegesacker Bahnhofsplatz.
1973 wurde der Kern von Vegesack zum Sanierungsgebiet erklärt. Im Westen des Platzes entstanden danach um 1980 dreigeschossige Wohn- und Geschäftshäuser. Die Grohner Düne wurde bis 1973 mit 572 Wohnungen gebaut.
Auf dem Platz befanden sich seit etwa 1990 glasüberdachte Wartezonen für die Bushaltestationen. Diese wurden, mutmaßlich im Zuge der Neuerrichtung des BSAG-Kundenzentrums im Jahre 2014, wieder abgerissen. Ein achtgeschossiges Wohn- und Geschäftshaus begrenzt neben dem Bahnhof die Nordseite. 2003 eröffnete das 37.000 m² große Einkaufszentrum Haven Höövt.

## Gebäude um den Platz

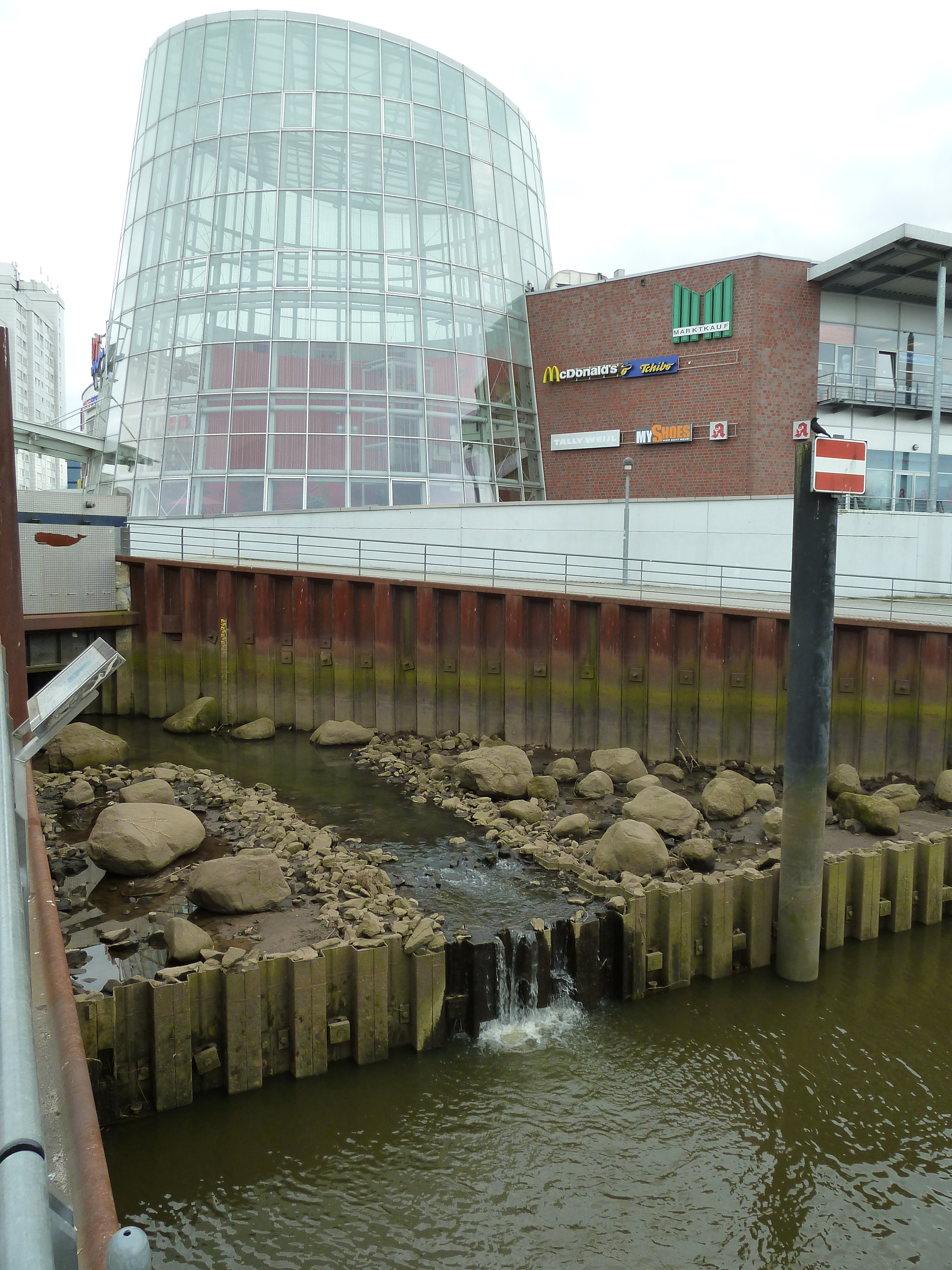
Haven Höövt, davor die Mündung der Schönebecker Aue

- 2-gesch. Bahnhof Vegesack von 1862 mit Rotsteinfassaden; vor 1939 Bahnhof Grohn-Vegesack
- 2-gesch. ehemaliger Güterbahnhof; heute Kulturbahnhof Bremen-Nord (kuba) für diverse Veranstaltungsmöglichkeiten.
- 1-gesch. Radstation vor dem Bahnhof
- 2-gesch. BSAG-Kundencenter von 2014
- 8-gesch. Büro- und Geschäftshaus von um 1980
- 2-gesch. Sportplatzgebäude von 1927 nach Plänen von Ernst Becker-Sassenhof
- 3-gesch. Wohn- und Geschäftshäuser von um 1980 nach Plänen von Eberhard Haering
- 16-gesch. Großwohnanlage Grohner Düne mit 572 Wohnungen für um die 1700 Menschen von 1969 bis 1973 für die Wohnungsbaugesellschaft Bremer Treuhand.[2]

## Kunstobjekte
- Siebenköpfige Figurengruppe aus Bronze Ankunft und Abschied („Reckers Familie“) von 2001 vom Bildhauer Thomas Recker. Auf der Treppe der Hochwasser-Schutzmauer stehen u. a. vier Figuren, die durch Ferngläser schauen.